# Mystique
Pour les articles homonymes, voir Mystique (homonymie).
Pour les articles ayant des titres homophones, voir Miss.Tic et Miss Tick.
La mystique ou le mysticisme est ce qui a trait aux mystères, aux choses cachées ou secrètes. Le terme relève principalement du domaine spirituel, et sert à qualifier ou à désigner des expériences intérieures de l'ordre du contact ou de la communication avec une réalité transcendante non discernable par le sens commun.
« Mystique » vient de l'adjectif grec μυστικός / mustikós. C'est un mot de la même famille que le verbe μυέω / muéô qui signifie « initier aux mystères », et que le nom μυστήριον / mustérion, « chose secrète, cérémonie religieuse secrète ». Bien qu'il remonte à l'Antiquité, le terme mystique n'est employé comme substantif (« la mystique ») que depuis le XVIIe siècle,. Avant cela, il n'existe que comme adjectif : est mystique ce qui relève de la connaissance du mystère ou d'un mystère.
La notion de mystique a été développée dans le christianisme en rapport avec une conception biblique et plus particulièrement paulinienne du mystère selon lequel ce dernier s'identifie avec la révélation de Dieu en Jésus-Christ. Avec le sens que l'adjectif mystique reçoit de cette conception du mystère, c'est le christianisme dans son ensemble qui peut être considéré comme mystique. Le christianisme apparaît dans un contexte gréco-romain marqué par la présence de nombreux cultes à mystères dont la dimension initiatique trouve des échos dans l'initiation chrétienne par les sacrements (mystérion en grec) et dans la catéchèse « mystagogiques » des premiers temps du christianisme. Par ailleurs, la théologie des Pères de l'Église relève largement des options de la philosophie néoplatonicienne dans laquelle la connaissance de Dieu est apophatique. Le traité De la théologie mystique rédigé en grec au VIe siècle par le pseudo-Denys l'Aréopagite s'inscrit dans cette tradition. À partir du XIIe siècle, il a une influence considérable sur les auteurs latins. Au XVe siècle, des débats sur ce traité donnent lieu à une « théorie de La théologie mystique » notamment de la part de Jean de Gerson. Au XVIIe siècle Jean-Joseph Surin envisage la mystique comme une science, fournissant des considérations qui comptent parmi les premières sur ce qui s'appelle depuis « la mystique ».
La mystique a commencé à être objet de défiance et de rejet dans le christianisme dès qu'elle y a été identifiée comme une forme particulière de l'expérience religieuse[pas clair]. La réflexion sur la mystique s'est poursuivie du XVIIe au XXe siècle en débordant largement son tropisme chrétien. Considérée non plus seulement comme une théologie au sein du christianisme, elle est pensée comme un phénomène universel. Depuis la fin du XIXe siècle, dans l'étude comparée des religions, la mystique se définit à partir de courants identifiés comme tels sur la base de comparaisons avec la mystique dans le monde chrétien : il peut dès lors être question de mystique pour le brahmanisme de l'Inde, la kabbale dans le judaïsme, le taoïsme en Chine, etc. Le soufisme a été considéré d'abord comme le mysticisme de l'islam, faute de traduction occidentale, puis après compréhension de celui-ci, le monde occidental a admis que le soufisme différait du mysticisme.
Les tentatives de décrire et éventuellement d'expliquer ce phénomène sont nombreuses dans la première moitié du XXe siècle, où la mystique est objet de différentes théories en anthropologie, en psychologie, en sociologie et en philosophie. Dans la seconde moitié du XXe siècle, de nombreuses œuvres d'auteurs chrétiens du XIIe au XVIe siècle sont traduites, publiées et étudiées : les mystiques rhénans, Saint Jean de la Croix, Sainte Thérèse d'Avila, etc., ce par quoi l'intérêt pour « la mystique » s'est élargi à l'étude de la tradition intellectuelle et religieuse qui l'a précédée.
À partir des années 1920 a commencé à se poser la question de savoir si la mystique pouvait être athée. Jean-Claude Bologne, qui se définit comme athée, affirme avoir eu des expériences mystiques. Pour Michel Hulin, des expériences mystiques peuvent se produire hors de tout cadre religieux défini. Dans La mystique sauvage, il analyse les expériences mystiques non comme un aspect du phénomène religieux mais pour elles-mêmes, sans limiter le sujet en fonction des découpages catégoriels fondés sur l'une ou l'autre conception de la religion, ni à ce qui relève des religions habituellement reconnues ou identifiées comme telles. La mystique relève pour lui d'états modifiés de conscience « à la faveur desquels le sujet éprouve l'impression de s'éveiller à une réalité plus haute, de percer le voile des apparences, de vivre par anticipation quelque chose comme un salut ». Des études ont été faites en neurosciences depuis les années 1950 pour tenter d'expliquer le phénomène de l'expérience mystique.

## Histoire sémantique et invention de la mystique

### L'adjectif et le nom
Le terme « mystique » est employé comme adjectif depuis l'Antiquité pour qualifier ce qui relève d'un mystère. Dans ce contexte, l'adjectif « mystique » correspond au nom « mystère » tandis que le nom commun « mystique » n'existe pas. Il ne peut alors être question, ni de « la mystique », ni « des mystiques ». L'usage du substantif « mystique » n'a commencé qu'à partir du XVIIe siècle. Ce constat est valable non seulement pour le français, mais aussi pour les autres langues, notamment le latin et le grec.
L'apparition tardive de l'usage du mot « mystique » comme substantif est le fait linguistique qui permet aujourd'hui de dater l'invention ou l'émergence de la mystique. Cette apparition a commencé à être relevée au début du XXe siècle dans des études sur l'histoire sémantique du terme, semble-t-il pour la première fois dès 1918 par un érudit écrivant sous le pseudonyme de Sophrone. En 1949, dans Corpus Mysticum, Henri de Lubac fournit une histoire très détaillée de l'évolution sémantique du terme « mystique » dans laquelle il montre que durant tout le Moyen Âge « L'adjectif « mystique » dépend du substantif « mystère » ». Cette même année paraît aussi « Mystique, essai sur l'histoire d'un mot » de Louis Bouyer. Les données de ces publications ont été reprises par Michel de Certeau dans La Fable mystique. À sa suite, la mystique est aujourd'hui considérée comme une chose moderne, en tant qu'elle n'apparaît dans le discours qu'à partir du XVIIe siècle.

### Mystères et choses mystiques

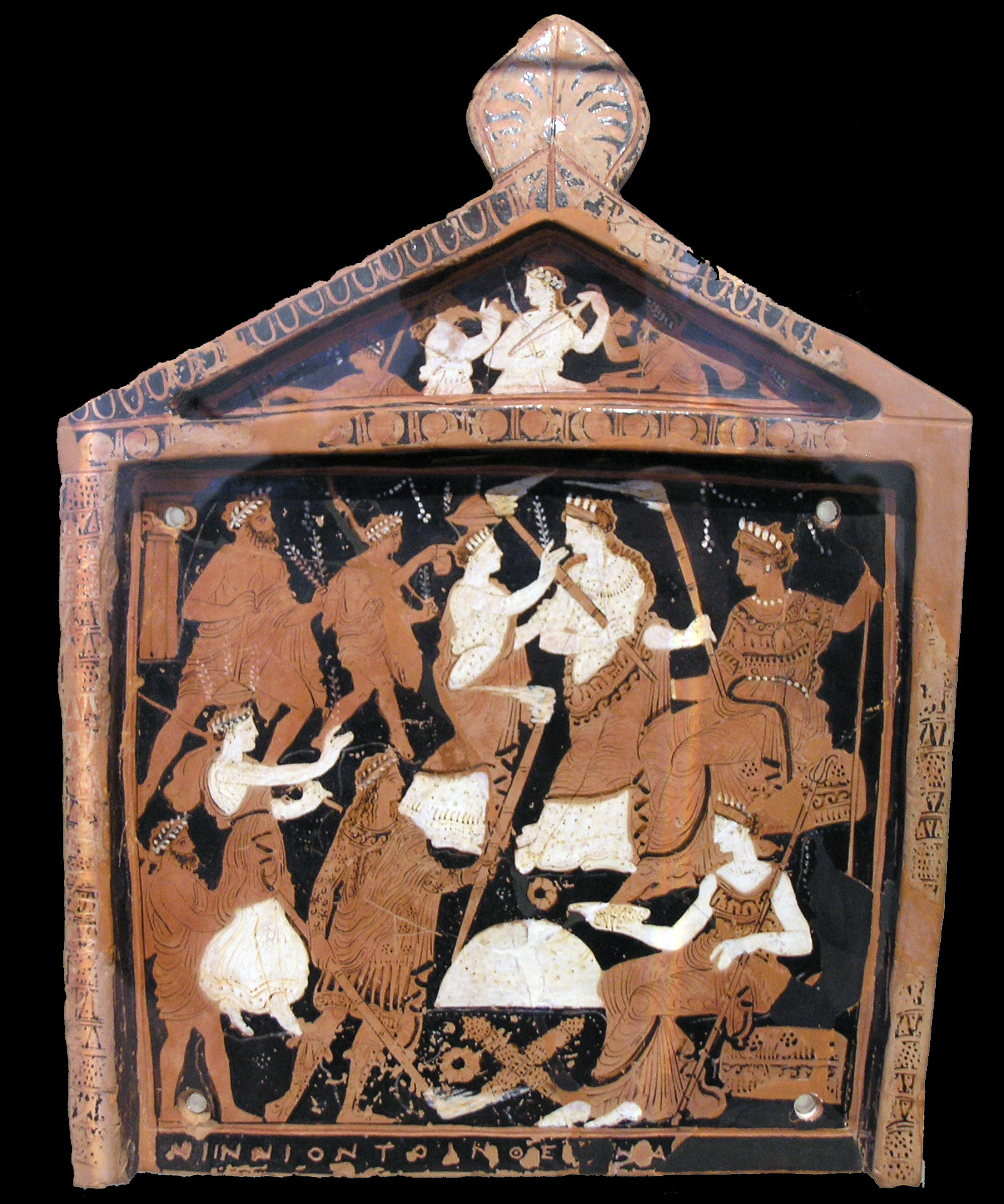
Mystères d'Éleusis, un des cultes à mystères dans la célébration duquel est présente une ciste mystique ou secrète.

Dans le contexte antique, le mot « mystère » (μυστήριον / mustêrion) désigne des rites cachés à ceux qui n'y sont pas initiés, tandis que ce qui est mystique (μυστικός / mustikós), est ce qui participe de cette initiation. C'est en ce sens que l'on appelle « cultes à mystères », les cultes d'initiation de l'Antiquité, tels que les mystères d'Éleusis, le culte de Mithra, de Sérapis, etc. Dans ces cultes, la présence d'une corbeille fermée, la ciste mystique, figurait la nécessité du secret.
Dans le Nouveau Testament, notamment dans les lettres de Paul, le terme μυστήριον / mustêrion, « mystère » est employé pour désigner la révélation de Dieu en Jésus-Christ. Cette révélation est, pour Paul, le secret de la Sagesse de Dieu, inaccessible à la sagesse des hommes, « scandale pour les Juifs, folie pour les Grecs ». En rapport à ce que Paul appelle mystère, il a ensuite été question du « sens mystique » de l'Écriture dans l’exégèse biblique chrétienne, notamment chez Origène et Clément d'Alexandrie qui distinguent le sens littéral, le sens moral et le sens mystique de l'Écriture. Le « sens mystique » est, conformément à l'usage courant du terme, ce qui est caché ou secret dans l'écriture, ce qui n’apparaît pas directement à la lecture et qu'il s'agit de découvrir ou de dévoiler. Dans une perspective chrétienne, la recherche du sens mystique de l'Écriture est plus précisément une démarche d’interprétation de l'Ancien Testament qui vise à y rendre manifeste la présence de ce que Paul désignait comme le mystère, c'est-à-dire de montrer que toute la Bible parle de Jésus-Christ, de sa venue, de sa mort et de sa résurrection.
À la fin du IVe siècle, Grégoire de Nysse a inauguré l'usage de qualifier de mystique la démarche de découverte et d’approfondissement de la foi chrétienne qui suit la réception des sacrements. Pour le baptême et l'Eucharistie notamment, il s'agit non plus seulement d'être initié préalablement, mais d'assimiler et de devenir dans l'expérience de ce que l'on a reçu. Pour désigner cette catéchèse, il est question de « mystagogie », tandis que le terme mystère en vient à désigner les sacrements. Toutefois, dans la tradition latine, c'est le terme sacramentum qui prévaudra, bien qu'il puisse être question du « mystère de l'autel » pour l'eucharistie.
En cohérence avec ce que Paul appelait le « mystère », la tradition chrétienne a progressivement développé une présentation de la vie du Christ déclinée en divers tableaux appelés mystères. Cette tradition perdure avec la méditation de ces mystères dans la récitation du chapelet, chaque mystère se rapportant à un épisode de la vie du Christ dans les évangiles.
À partir du XIIIe siècle, le terme mystique est employé dans l'expression « corps mystique » (corpus mysticum) qui désigne dans un premier temps l'Eucharistie comme « corps du Christ », puis l'Église. L'idée d'Église « corps mystique du Christ » qui se fait dans l'Eucharistie sera représentée dans l'art avec les thèmes du moulin mystique et du pressoir mystique. L'expression Corpus mysticum décrit de façon paradoxale, un « corps », dont la propriété première est d'être perceptible et mesurable, comme étant un « corps mystique », c'est-à-dire caché, qui n'est ni visible, ni commensurable par les sens ordinaires.
Le latin médiéval ne réserve pas les termes mysterium et mysticum à des usages religieux. Sans opposition à ces usages religieux, le mot latin mysterium peut aussi désigner ce qui est couramment appelé mystère aujourd'hui, c'est-à-dire une chose secrète, difficilement connaissable ou compréhensible, sans que ces mystères ou secrets soient tenus pour être religieux.

Pressoirs et moulins mystiques.
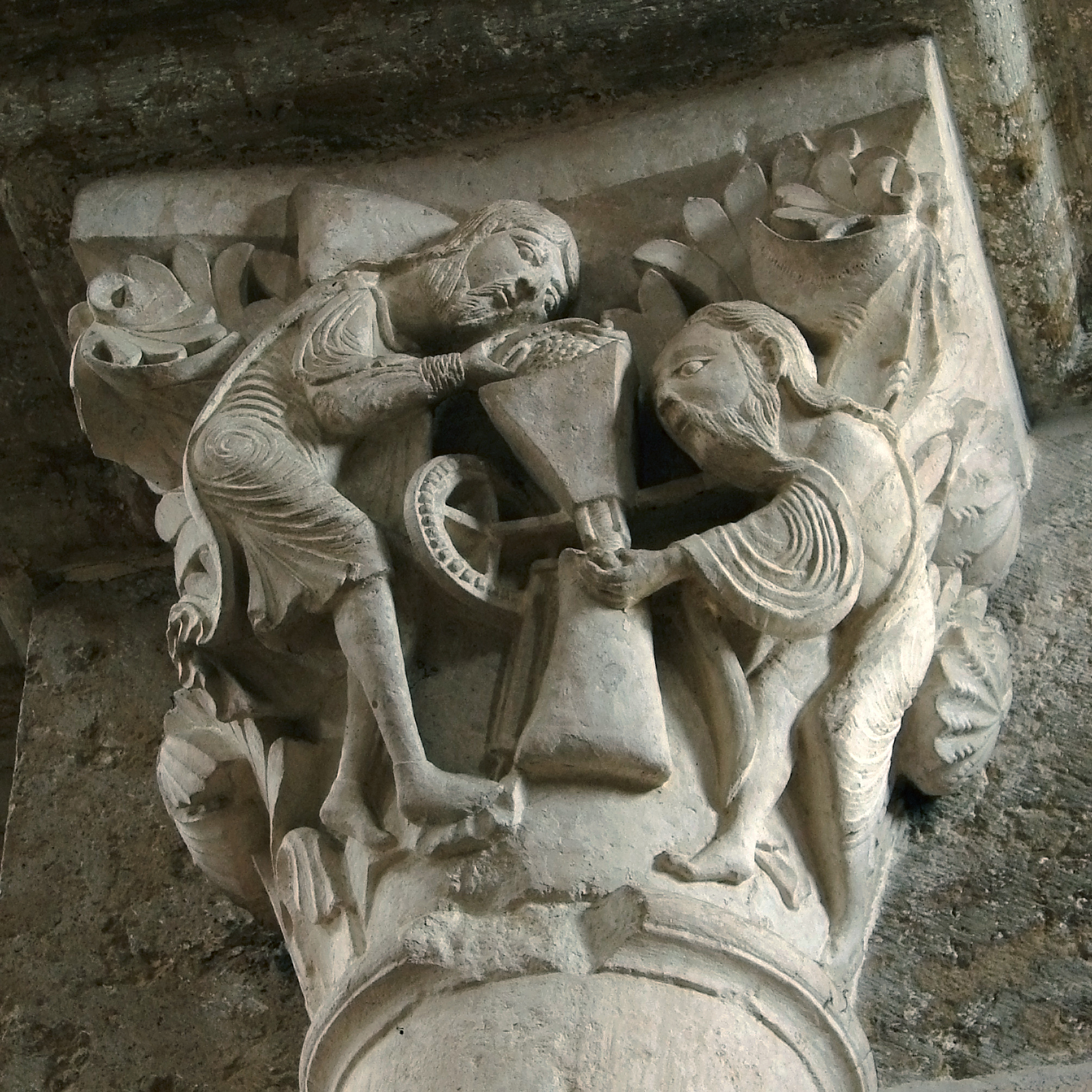
Moulin mystique, basilique Sainte-Marie-Madeleine, Vézelay.
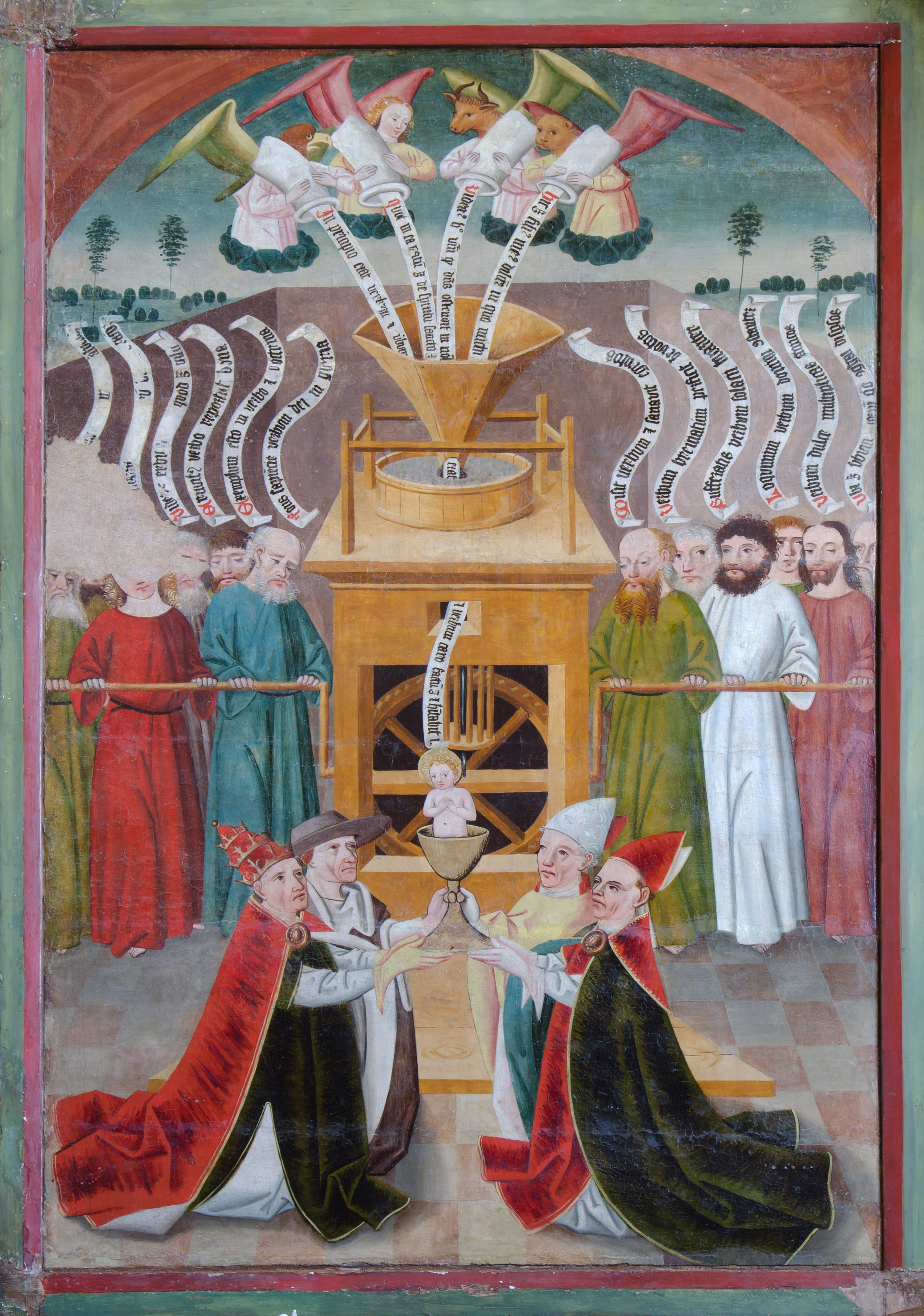
Moulin mystique, église de Retschow, Allemagne, XVIe siècle.
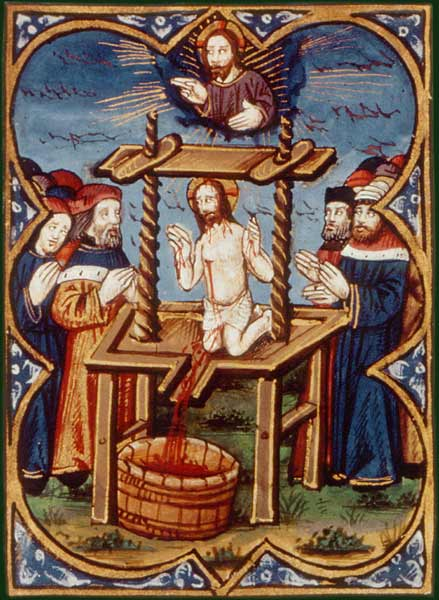
Pressoir mystique, Bible de Philippe le Hardi, XVe siècle
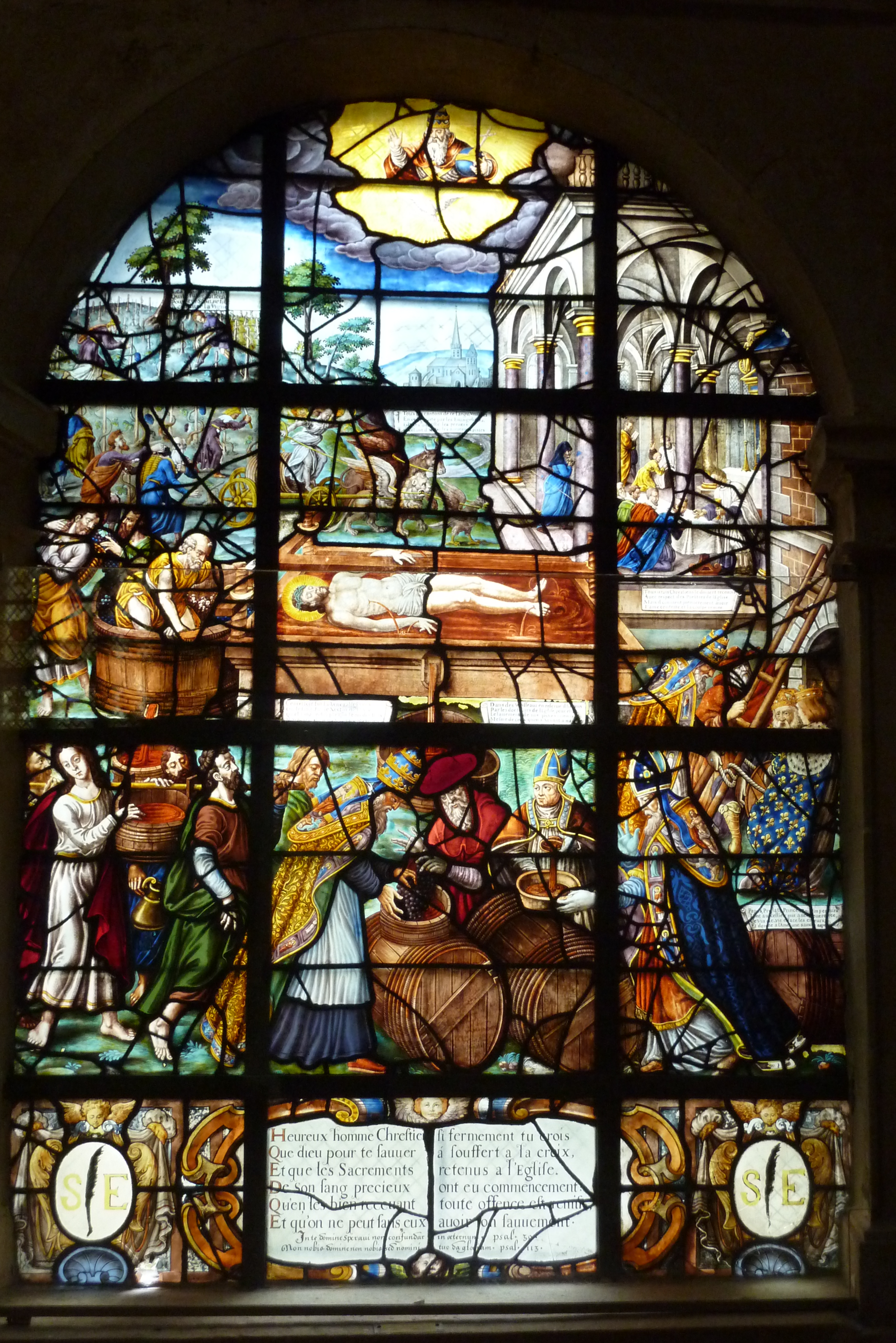
Pressoir mystique, Chapelle des catéchistes, Saint-Étienne-du-Mont, Paris.

### Le traitéDe la théologie mystique
Durant le Moyen Âge, l'expression « théologie mystique » désignait non pas une discipline théologique particulière mais un traité intitulé De la théologie mystique. Ce traité a été écrit dans les années 500, probablement par un moine de Syrie qui a attribué son œuvre à Denys l'Aréopagite. Dans cette œuvre, l'usage du terme mystique porte l'accent sur l'incompréhensibilité du mystère, de sorte qu'une nuance apparaît dans le sens de l'adjectif « mystique » qui a ainsi commencé à qualifier autre chose que ce qui participe de l'initiation aux mystères. Dans la ligne d'une tradition philosophique platonicienne dont relève largement la théologie des pères de l'Église, l'auteur du traité De la théologie mystique incite ses lecteurs à suivre la voie négative (voie apophatique). Il s'agit, à la suite de Platon, d'envisager Dieu non pas en disant ce qu'il est, ce qui est considéré comme impossible, mais en disant ce qu'il n'est pas. Cette recherche d'une connaissance de Dieu est chemin d'élévation qui va vers le silence parce qu'il tend à l'ineffable ou inexprimable. Il s'agit d’accéder à la vision de Dieu (vision béatifique) qui n'est atteignable que dans « la Ténèbre plus que lumineuse du Silence », et d'atteindre l'union à Dieu.
Le traité De la théologie mystique du pseudo-Denys l'Aréopagite sera l'un des écrits les plus lus du Moyen Âge. Du vivant de son auteur, l'attribution pseudépigraphique de ce traité au philosophe grec, converti au christianisme à la suite de la prédication de Paul aux Athéniens, lui a permis d'échapper à la politique totalitaire dont fut victime la pensée philosophique sous le règne de l'empereur Justinien. Ce traité rédigé en grec fut ensuite traduit en latin par Jean Scot Érigène en 852, par Jean Sarazin en 1165, et encore par Robert Grossetête vers 1240. Au XIIIe siècle, l'université de Paris identifie l'auteur de ce traité au premier évêque de la ville (Denis), se réclamant ainsi de la pensée des écrits dyonisiens, tandis que plus au Nord, se développe un courant de pensée rétrospectivement appelé mystique rhénane et fortement inspiré de la lecture du traité De la théologie mystique.
Pendant cinq siècles, du XIIIe siècle au XVIIe siècle, ce traité est la référence dominante de la littérature théologique latine. Cette même période concentre une série d'auteurs qui, écrivant avec les mots et la culture de leur temps, ont laissé des œuvres comptées aujourd'hui parmi les principaux monuments de la mystique. Pourtant l'idée de mystique que l'on utilise pour décrire ces auteurs – Maître Eckaert, Guillaume de Ruysbrouck, Bonaventure, Bernard de Clairvaux, Suso, Tauler, Jean de la Croix, Thérèse d'Avila, et al. – n'a pas cours dans leurs œuvres, pas plus qu'eux-mêmes ne se disaient « mystiques ».

### Débats sur la théologie mystique
À partir du XVe siècle l'adjectif mystique devient d'un usage fréquent dans les débats sur les interprétations du traité de La Théologie mystique du pseudo-Denys l'Aréopagite. Dans ces débats, l'expression « théologie mystique » en vient non plus seulement à désigner un traité, mais aussi une forme particulière de théologie ou d'accès à une connaissance de Dieu. Suivant la position défendue par Jean de Gerson, alors chancelier de la Sorbonne, il faut distinguer la connaissance de Dieu donnée dans l'expérience mystique et celle que peut apporter la théologie de cette expérience. L'expérience mystique étant par nature incommunicable ou indicible, celui qui déclare avoir vécu une telle expérience ne peut pas en communiquer directement à d'autres le contenu. Il donne son témoignage, et ce témoignage doit ensuite être interprété dans le cadre d'une démarche de théologie rationnelle. La « théologie mystique » peut dès lors être vue comme le discours qui prend pour objet les « expériences » dans lesquelles il semble que Dieu lui-même agisse et permette une perception sensorielle de sa présence : des extases, des rapts, des illuminations ou des apparitions. Mais, suivant la position très autorisée de Gerson, la « théologie mystique » ne peut pas prétendre être elle-même à la fois « mystique » et de l'ordre d'une théologie rationnelle capable de produire un discours compréhensible et communicable. La théologie mystique est ainsi placée en situation de dépendance vis-à-vis d'un discours non-mystique sur la théologie mystique, ainsi que le souligne le titre du traité de Gerson : Sur la théologie mystique.
La mystique fut suspectée et contestée sitôt qu'il en fut question comme d'une chose particulière. À la suite de Jean de Gerson, pour qui celui qui vit une expérience mystique ne peut pas lui-même faire la théorie d'une expérience par principe ineffable ou incommunicable, les autorités ecclésiastiques ont cherché à faire valoir la nécessité de trouver un point d'équilibre entre fidéisme et rationalisme. Cette tension de plus en plus vive entre foi et raison a des conséquences au sein même de la théologie, dans laquelle il devient possible d'envisager une théologie mystique en rapport et en opposition à une théologie dogmatique. Le XVIIe siècle sera ainsi le siècle de la mystique au même titre qu'il fut celui de l'apparition de la théologie dogmatique. Du côté de la dogmatique, c'est-à-dire la théologie rationnelle, les propositions de conciliations sont, dans la ligne de Gerson, de proposer à la démarche mystique de se soumettre à l'autorité de la dogmatique. Du côté des mystiques, est défendue l'idée que la mystique n'est pas une tradition parallèle dans celle de l'Église, mais qu'elle est l'âme ou le souffle de toute la tradition théologique de l'Église depuis ses commencements.
Les débats sur la mystique deviennent particulièrement vifs au XVIIe siècle, notamment dans le cadre de la querelle entre Bossuet et Fénelon sur le quiétisme. Les mots « mysticisme » et « mystiquerie » apparaissent dès lors pour désigner des abus de la mystique. Dans les œuvres de Pascal, Boileau ou Bossuet, le terme mystique peut s'appliquer à ce qui semble particulièrement élevé en matière de prière, d'oraison ou de spiritualité. Mais il peut aussi avoir une connotation péjorative dans la mesure où cette attitude s’accompagne d'une forme d'exaltation, d’extravagance, qu'elle manque d'intelligence ou confine au délire.

### L'invention de la mystique
Selon Michel de Certeau : « Au croisement des XVIe et XVIIe siècles, le théologien mystique devient « un mystique » ou « une mystique », puis à son tour, « la théologie mystique » devient « la mystique ». [...] Le substantif mystique semble faire son apparition dans les milieux ou à propos des groupes qui s'éloignent le plus de l'institution théologique et, comme beaucoup de noms propres, il a d'abord forme de sobriquet ou d'accusation. »
Au XVIIe siècle, le jésuite Jean-Joseph Surin, qui se considérait lui-même comme un mystique, envisageait la mystique comme une théologie de l'expérience à côté de la théologie « dogmatique » fondée en raison, et d'une théologie qu'il qualifie de « positive », celle fondée sur les écrits bibliques. Dans un contexte où la crise du rapport entre foi et raison a pris des proportions importantes, il propose la mystique comme une science, mais celle-ci tombe immédiatement dans le discrédit et la suspicion face à la théologie dogmatique. Selon Michel de Certeau, la mystique est « une théologie humiliée [qui], après avoir exercé longtemps sa magistrature, attend et reçoit de son autre les certitudes qui lui échappent ». Elle est alors rejetée par les institutions religieuses, tandis qu'elle n'y reste présente que comme le fait de « pauvres filles » ou d'« illettrés éclairés ». Leur expérience peut néanmoins être reconnue pourvu qu'ils soient restés humbles et soumis à l'autorité de l'institution. Ce fut par exemple le cas pour Marguerite-Marie Alacoque ou Laurent de la Résurrection.

### La mystique en tant que phénomène
Au XIXe siècle l'intérêt pour la mystique va croissant, mais les auteurs mystiques médiévaux sont méconnus et l'on ne s'intéresse plus guère au traité du pseudo-Denys et à ses interprétations. Ce qu'est « la mystique » a alors principalement pour réalité certains aspects de la vie religieuse présente ou d'un passé proche. Une approche anthropologique initiée par Lucien Lévy-Bruhl en a établi des structures élémentaires, et associé à certaines notions sociologiques comme la participation mystique ; cela a permis de faire le lien avec les mécanismes élémentaires du fonctionnement social humain.
Dans les sciences humaines naissantes, les appréciations théologiques ou philosophiques sur la mystique sont délaissées pour une mystique considérée à partir de ce qui semble être les symptômes d'une façon pathologique de penser : extases, transports, lévitation, etc. La mystique est dès lors identifiée à la mentalité du « primitif », de l'enfant ou du fou. C'est à cette mystique, tenue pour être l'un des aspects de la religion, que s’intéressent parmi les pères fondateurs de la sociologie, de l'anthropologie et de la psychologie, ceux qui travaillent à la mise en place d'une « science de la religion ».
C'est principalement en psychologie que sont proposées des façons de définir ou de qualifier le phénomène mystique. William James envisage des « faits mystiques » comme des « états de conscience ». À sa suite, en psychologie et en anthropologie la mystique se cherche sur l'horizon d'une humanité tournée vers la transcendance. En sociologie, aucune qualification précise de la mystique n'a pu s'imposer. Lucien Lévy-Bruhl réagissant à la façon dont elle est alors qualifiée comme « fait intellectuel » ou « fait de conscience » dans les approches psychologiques, considère la mystique comme un « fait émotionnel ». L'enjeu est de récuser la part que les approches psychologiques laissent au surnaturel, à la transcendance ou au divin, dans leurs études de la mystique pour la considérer comme un phénomène immanent. Ce que Lévy-Bruhl appelle mystique est appelé totémisme par d'autres sociologues, notamment par Émile Durkheim, qui lui n'emploie pas le terme mystique. Par ailleurs, Max Weber et Ernst Troeltsch à sa suite, considèrent la mystique comme une des formes que peut prendre la religion. Ainsi en sociologie, la mystique peut se définir de façons diverses et elle n'occupe pas nécessairement une place importante dans les travaux sur la religion.

### L'engouement pour la mystique des années 1910-1940
À L'Avenir d'une illusion de Sigmund Freud (1926), Romain Rolland opposa une « sensation religieuse qui est toute différente des religions proprement dites » : « sensation de l'éternel », « sentiment océanique » qui peut être décrit comme un « contact » et comme un « fait ». En 1929, Romain Rolland fit parvenir à Freud les trois volumes de son Essai sur la mystique et l'action de l'Inde vivante. Freud lui répondit notamment : « Combien me sont étrangers les mondes dans lesquels vous évoluez ! La mystique m'est aussi fermée que la musique » (20 juillet 1929). Selon Michel de Certeau, un tel débat s'inscrit dans une multitude d'études consacrées à peu près au même moment à la mystique. Des travaux psychologiques, philosophiques ou ethnologiques comme Les Formes élémentaires de la vie religieuse ou L’expérience mystique et les symboles chez les primitifs de Lucien Lévy-Bruhl, 1938). Il y a les études phénoménologiques (Rudolf Otto, Mircea Eliade), l'histoire littéraire avec Henri Bremond, la philosophie (William James, Maurice Blondel, Jean Baruzi, Henri Bergson). La fermeture de Freud à la musique était connue et Freud l'avait d'ailleurs fait savoir dans Malaise dans la civilisation, ce qui permet peut-être de penser que Bergson pensait à Freud quand il écrivit dans Les Deux Sources de la morale et de la religion, « Certains sans doute sont totalement fermés à l'expérience mystique. (…) Mais on rencontre également des gens pour lesquels la musique est un bruit. (…) Personne ne tirera de là un argument contre la musique ».
À cela s'ajoute la diffusion en Occident de l'hindouisme et du bouddhisme avec Romain Rolland, René Guénon, Aldous Huxley. De tout cela, pense Michel de Certeau, se dégagent quelques tendances : on rattache la mystique soit à la pensée primitive, soit à une intuition distincte de l'entendement, soit à un Orient qui aurait gardé le sens profond des choses, oublié en Occident, soit à la genèse de tout individu humain. Alors que Romain Rolland voit dans la mystique (comme Bergson ou Baruzi), une expérience significative à laquelle les grands mystiques donnent un sens que nous devons explorer, Freud y voit une simple production psychique, révélatrice des conflits à travers lesquels se constitue l'identité de chacun. Mais tant Freud que Romain Rolland y voient une opposition entre l'individu et le groupe, quelque chose du désir humain que la société réprime sans pouvoir l'éliminer, un « malaise dans la civilisation » comme le dit Freud. Ces deux positions, selon Michel de Certeau, commandent la manière d'appréhender la mystique dans le monde contemporain.
D'ailleurs, si Freud développe « une interprétation psychanalytique » qui définit le fait de la mystique « comme un effet second dû à des mécanismes de dérivation, une utilisation symbolique de complexes ou à un investissement libidinal du sujet dans des représentations : elle saisit le phénomène dans les termes qu’elle a elle-même construits », Freud cache en fait une autre pensée. M. de Certeau pense que « sous le nom de « mystique », s’insinue aussi dans les textes de Freud, et jusque dans la note ultime de ses Œuvres complètes, une question débordant cette explication et concernant le rapport que l’existence du sujet entretient avec la limite et la mort ». Il cite à ce sujet une lettre de Freud à Georg Adamek où, démentant ce qui est dit parfois de son insensibilité à la mystique, Freud affirme : « Tout individu intelligent a bien une limite où il se met à devenir mystique, là où commence son être le plus personnel. » 
Se fondant sur une conception psychologique de la mystique, Henri Bremond la décrit comme « sentiment religieux » dans la littérature française des XVIIe et XVIIIe siècles. Dans le même temps, le philosophe Henri Bergson « introduit la mystique en philosophie » avec son livre Les deux sources de la morale et de la religion. La préoccupation de Bergson pour la mystique a pour horizon la morale ou l'action (ce que l'on peut ou doit faire). Pour Bergson la mystique est de l'ordre d'un élan, elle s'achève dans un « mysticisme complet » qui est l'union de la volonté humaine et de la volonté divine pour l'action.
Si les définitions et les appréciations du phénomène sont aussi diverses que le sont ces approches et les choses qui y sont étudiées, elles participent toutes d'un vaste débat sur la mystique qui a impliqué nombre d'intellectuels reconnus de la première moitié du XXe siècle. Selon Michel de Certeau, cet engouement pour la mystique a duré trente années, de 1910 à 1940, et la façon dont on a alors posé le problème « s'impose à nous encore aujourd'hui ». Dans L'Université devant la mystique, Salvator, Paris, 1999, Émile Poulat tente de relever la présence de la mystique soit comme expérience, soit comme objet d'étude jusqu'à la fin du siècle passé, en France et hors de France.

### Recompositions du sujet dans la seconde moitié duXXesiècle
Si nombre d'auteurs se sont investis, jusque dans les années 1940, dans les débats sur la mystique, dans la seconde moitié du XXe siècle, la mystique intéresse moins. Les débats sur sa nature, son essence ou sa définition s'éteignent, mais les choses diversement considérées comme relevant de « la mystique » ou comme « des mystiques » restent l'objet d'études. La mystique comparée apparue au XIXe siècle est développée par des auteurs indianistes ou islamologues : en particulier Louis Gardet, Olivier Lacombe et Jacques de Marquette (voir aussi Jacques Maritain). Étant donné l'extrême diversité de ce qui peut désormais être étudié comme de la mystique, le sujet n'a plus de centre. Il est désormais admis qu'il n'y a pas « la mystique », mais une diversité de choses ayant plus ou moins de rapports entre elles et que l'on nomme ainsi.
Selon Aimé Soligniac, « l'histoire générale de la mystique a pris le pas sur une théorie générale de la mystique ». L'étude générale de la mystique peut ainsi prendre la forme d'une histoire intellectuelle où l'on tente de saisir la façon dont le thème s'est formé dans l'histoire, comme l'a fait Michel de Certeau avec La Fable mystique en s'appuyant sur l'étude historique de Henri de Lubac, Corpus mysticum. À la suite de cela, après la Seconde Guerre mondiale, de nombreuses œuvres d'auteurs chrétiens médiévaux ont été traduites et publiées. Ces études ont mis en évidence comme étant « des mystiques » des courants intellectuels que sont la mystique des moines du XIIe siècle, la mystique rhénane du XIIIe siècle, la mystique italienne du XIVe siècle, la mystique espagnole du XVe siècle, etc. Elles contribuent aussi à une meilleure connaissance de la façon dont s'est constituée le thème de la mystique au cours de l'histoire.
Dans les débats des années 1910-1940 s'était posée la question de savoir si la mystique impliquait nécessairement une idée de Dieu et s'il pouvait y avoir une « mystique athée ». Il peut depuis être question de mystique pour décrire l'expérience de ceux qui, hors de tout cadre religieux défini, « ont connu des extases en tous points semblables à celles décrites par les mystiques religieux ». Jean Claude Bologne évoque cela à partir de sa propre expérience dans son livre Le mysticisme athée.
Comme elle l'était chez Bergson, la mystique est restée un thème philosophique important. Il peut aujourd'hui être question de mystique en philosophie pour traiter de problèmes épistémologiques sur les limites de la connaissance et du langage, notamment avec Ludwig Wittgenstein ou Vladimir Jankélévitch.
Frédéric Worms observe qu'au cours du XXe siècle il y a eu, dans le monde chrétien, un glissement des préoccupations pour la mystique au mystère, soit ce que Gabriel Marcel désigne par ce mot (pour le distinguer du problème), et qui vaut pour tout ce qui appartient au domaine de la subjectivité ou de l'intersubjectivité ou même le réel en général. Il estime que Vladimir Jankélévitch, notamment, « fait porter le mysticisme bergsonien non plus sur le saint et le héros des Deux Sources, non plus sur la mystique chrétienne métaphysique ou religieuse, mais sur le mystère quotidien de l’existence de nous-mêmes et du monde ». Jankélévitch cite certains tableaux de Johannes Vermeer ou Pieter de Hooch où les choses ne sont pas mystérieuses parce qu'elles seraient le signe d'autre chose mais par ce qu'elles sont.
Enfin, l'étude de « la mystique » est, en un sens large et populaire, celle des mystiques du monde et de l'histoire. Héritant de la mystique comparée du XIXe siècle et répondant à l'intérêt suscité en Occident par les mystiques de l'Antiquité, de l'Inde, du Japon, de l'islam ou du judaïsme, des publications abordent « la mystique » en présentant « des mystiques » de différents temps et lieux, par exemple : Histoire de la mystique de Hilda Graef, ou bien l’Encyclopédie des mystiques de Marie-Madeleine Davy.

## Les différentes mystiques

### Mystique chrétienne

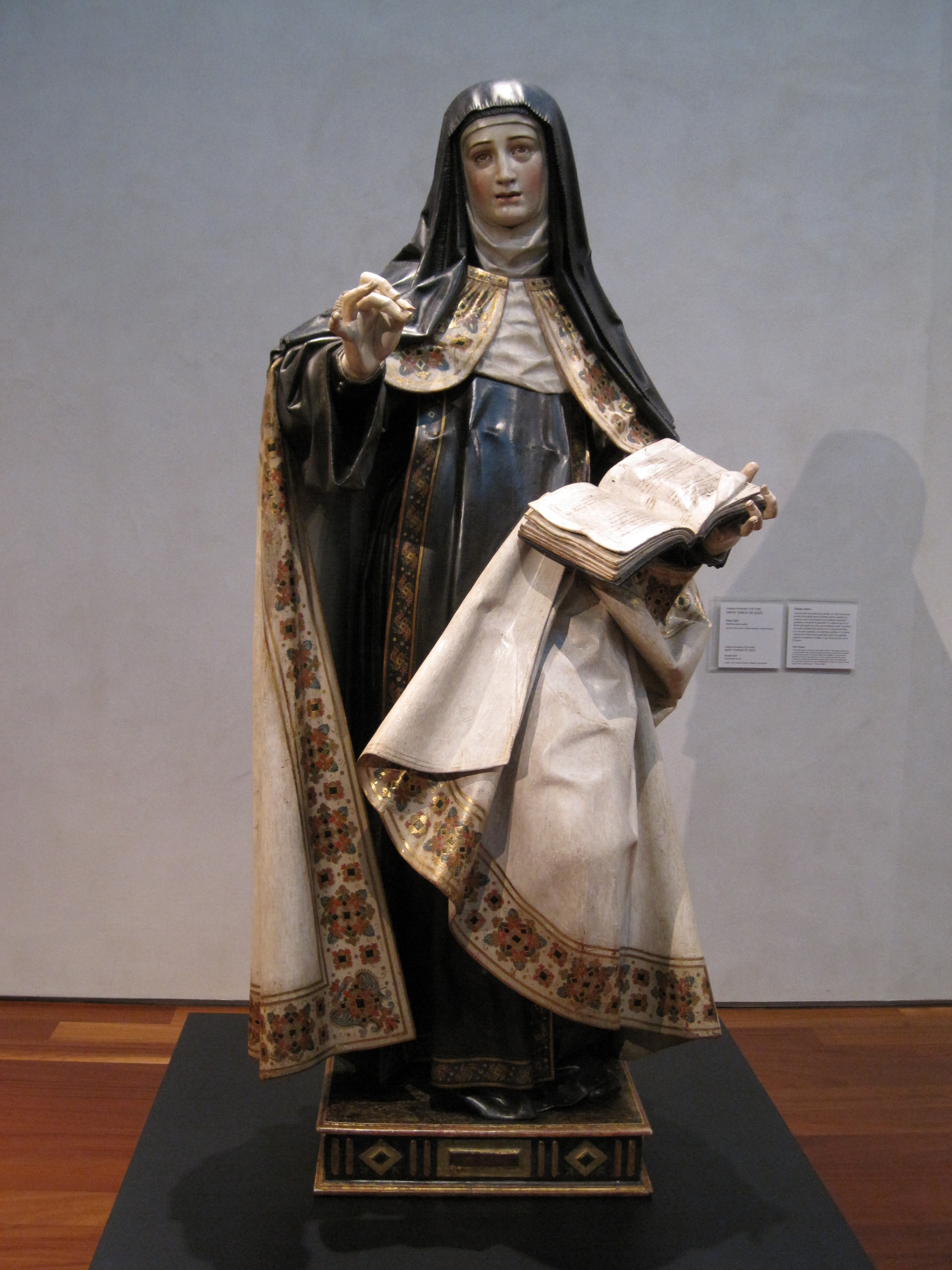
Thérèse d'Avila par Gregorio Fernández (1625).

Le mystique chrétien privilégie « l’expérience personnelle de Dieu » plutôt que la réflexion, (il lui faut ressentir plutôt que penser). Jean de la Croix parlait d’un « mariage mystique » (dans les Cantiques spirituels) et n'avait de cesse de comparer l'amour divin à l'amour charnel, comme il l'exprime dans son recueil Nuits obscures. 
L'Église catholique est très prudente au sujet des expériences mystiques extraordinaires. Benoît XVI écrit par exemple : « Comme c'est toujours le cas dans la vie des véritables mystiques, Hildegarde voulut se soumettre aussi à l'autorité de personnes sages pour discerner l'origine de ses visions, craignant qu'elles soient le fruit d'illusions et qu'elles ne viennent pas de Dieu » et encore « le sceau d'une expérience authentique de l'Esprit Saint, source de tout charisme » est que « la personne dépositaire de dons surnaturels ne s'en vante jamais, ne les affiche pas, et surtout, fait preuve d'une obéissance totale à l'autorité ecclésiale ». Hélène Wallraff, pour un cas, fut en butte toute sa vie pour assumer son supposé don et transmettre ses révélations.
Anthony Feneuil fait remarquer que la connaissance discursive « consiste à comparer et à classer, à faire entrer une chose singulière dans un certain ordre général en lui conférant un nom commun » mais le nom propre met cette connaissance en échec. L'une des théologies qui a dominé le monde catholique depuis le Moyen Âge - le thomisme - est donc ici prise en quelque sorte en défaut puisqu'elle vise à parler de Dieu comme de ce qu'il est en le corrigeant par l'analogie (ce que nous pouvons attribuer à Dieu peut de fait l'être à condition d'ajouter aussitôt que c'est sans commune mesure avec ce que cette qualité est pour nous). Mais, ajoute Feneuil, commentant ici Bergson, « si Dieu se donne dans la relation personnelle avec lui », alors il ne peut plus être connu dans son quid (ce qu'il est) mais dans son quis (qui il est), et « la nature de Dieu ne se donne jamais qu'à travers sa personne », soit dans l'expérience mystique.

### Kabbale

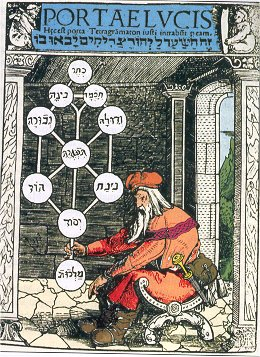
Une version médiévale de l'Arbre de Vie.

L'une des principales sources du mysticisme dans les traditions non orientales est constituée par la Kabbale du judaïsme. L'origine de la Kabbale (selon la tradition juive) remonte à la loi orale donnée par Dieu à Moïse au mont Sinaï. Cette forme de mysticisme cherche à rapprocher l'homme de Dieu, en cherchant à donner un sens à la Création. Le sens mystique, ou sens secret, ou sens caché, est un sens qui est atteint au plus haut degré de lecture des textes, en suivant les règles kabbalistiques. La Kabbale comporte une partie dite « ésotérique » (réservée aux initiés), et une partie « exotérique » (qui peut être publiée).
La Kabbale a engendré plusieurs traditions mystiques chrétiennes, notamment entre le XVe siècle et le XVIIe siècle. On peut citer par exemple la Kabbale chrétienne. Il y eut des interprétations plus ou moins erronées de l'ésotérisme kabbalistique, de sorte que le terme ésotérisme a pris quelquefois un sens péjoratif, comme magique, divinatoire, et a pu être perçu négativement, comme une superstition.

### Mystiques orientales

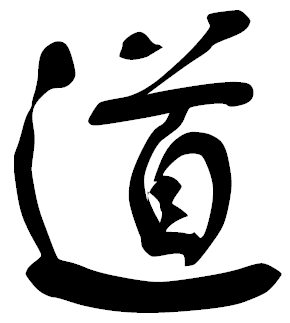
道 dào « la Voie », calligraphie 草書 cǎoshū « herbes folles », un style très libre influencé par le taoïsme.

L'hindouisme présente une mystique de la fusion, de la dissolution de l’individualité dans le brahman, substrat de l'univers. Cette mystique, contrairement à celle d'autres religions, est moins réservée à des initiés et fait plutôt partie de la croyance populaire.
La mystique du bouddhisme est en rapport avec la notion d'éveil spirituel ou Bodhi. Dans le theravada, la réalisation du non-soi est la voie du mystique permettant l'extinction du Saṃsāra. Dans le mahayana l'extinction n'est pas absolue (elle est dite « sans demeure »), puisque l'éveillé peut, par compassion, guider les êtres humains qui n'ont pas encore connu l'éveil.
La mystique taoïste repose sur la complémentarité entre les symboliques élémentaires du Yin et du Yang. Elle vise l'équilibre en utilisant le principe du laissez-faire.
On fait remonter des prémices à 1500 ans avant notre ère, mais les écrits de références datent de quatre siècles avant notre ère.
Cette mystique trouve son origine dans des écrits datant pour les plus anciens du troisième siècle avant notre ère, mais on suppose qu'ils sont faits sur des bases historiques qui se seraient déroulées 2000 ans plus tôt (dans le Mahābhārata).

### Soufisme
La mystique de l'islam est appelée soufisme. Selon Eva de Vitray-Meyerovitch, certains affirment que le soufi est ainsi appelé parce qu'il porte un vêtement de laine (jama'i sûf), d'autres, parce qu'il est au premier rang (saff-i awwal). D'autres déclarent que son étymologie est la pureté (safa). Soufi est un nom que l'on donne, et qui a été donné jadis aux saints et aux adeptes spirituels, dont l'un des maîtres a dit : "Celui qui a été purifié par l'amour est pur, et celui qui est absorbé dans le Bien-aimé et a renoncé à tout cela est un soufi."
Commentant le verset du Coran "Dieu n'a pas placé deux cœurs dans la poitrine de l'homme", le mystique soufi Djâmi a écrit : " La majesté incomparable qui t'a conféré le bienfait de l'existence n'a placé en toi qu'un seul cœur, afin, qu'avec lui tu n'aimes que Dieu seul, et que tu renonces à tout le reste et ne te consacre qu'à lui, en t'abstenant de diviser ton cœur ", tandis qu'un autre  soufi a fait dire à Dieu :" J'étais un trésor caché et j'ai voulu être connu, c'est pour cela que j'ai créé l'univers."

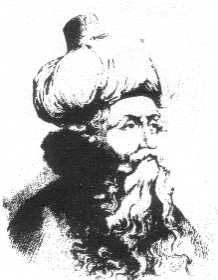
Ibn Arabi.

Le grand soufi Ibn al Arabi a chanté l'appel d'amour de Dieu pour l'âme : " Bien aimé, tant de fois je t'ai appelé, et tu ne m'as pas entendu ! Tant de fois me suis-je montré, et tu ne m'as pas vu ! Tant de fois me suis-je fait douces effluves, et tu ne m'as pas senti, nourriture savoureuse et tu n'as pas goûté (...) Pourquoi ne me vois-tu pas ? Pourquoi ne m'entends-tu pas ? Pourquoi ? Pourquoi ? Pourquoi ? Pour toi mes délices surpassent toutes les autres délices.(...) Je suis la beauté, Je suis la grâce, bien aimé, aime Moi, aime Moi seul, aime Moi d'amour (...) Moi je t'aime pour toi, et toi tu t'enfuies de Moi (...) Bien aimé allons vers l'union."
A cet appel d'amour venant de Dieu répond la plainte de celui qui recherche le Bien-Aimé : " La peine et la souffrance, le chagrin, la douleur et le blâme, je les ai connus dans mon amour pour toi et leurs blessures. J'ai éprouvé mainte peine, amour, de ton indifférence, mais tu n'as même pas jeté un regard sur moi. J'étais moi-même le voile sur le visage de mon bien-Aimé, mais je vis qu'il n'y avait pas de voile entre moi et Toi (...) Tant que durera ma vie, je serai à ta recherche; aussi longtemps que durera ma vie ce sera ma prière (...) À ton cœur seul, amour, mon âme aspire; et tout ce que je souhaite Bien-Aimé, c'est Ton désir." Khwaja Mir Dard (1720-1784).
Le soufisme authentique est la purification de soi de toute chose autre que l'obéissance à Allah ; La réalisation de l'Ihsân (excellence) ; zuhd (ascétisme) combiné avec ma`rifa (la connaissance d'Allah). « Abandonner le monde et ses habitants (matérialisme) » (déf. d'Ibn Sam`un). « Tasawwuf n'est ni connaissance, ni les actes, mais un attribut avec lequel l'essence du soufi se pare, possédant les connaissances et les actes, et consistant à l'équilibre dans lequel ces deux sont pesés » (déf. d'Ibn Khafif).
Parmi les grands mystique soufi on peut citer Abou Madyane né en Andalousie et mort en 1197 à Tlemcen, le persan Farîd ad-Dîn Attâr (1140-1230), Djami (1414-1492). Le poète turc Yunus Emre (1240-1320). Le métaphysicien Ghazali d'origine persane (1058-1111), professeur à Bagdad. Le poète persan Hafez (1325-1390), Mansûr al Hallâj (857-922) mort crucifié pour blasphème. Le métaphysicien Ibn al Arabi né à Murcie (1165) et mort à Damas (1240). Ibn Atâ Allâh al-Iskandarî, originaire d'Alexandrie, mort en 1309. Le poète persan Rûmî (1207-1273). Le penseur indien Mohammed Iqbal (1873-1938), sans oublier l'émir algérien Abdelkader (1808-1883).

### La transposition au chamanisme et autres formes premières

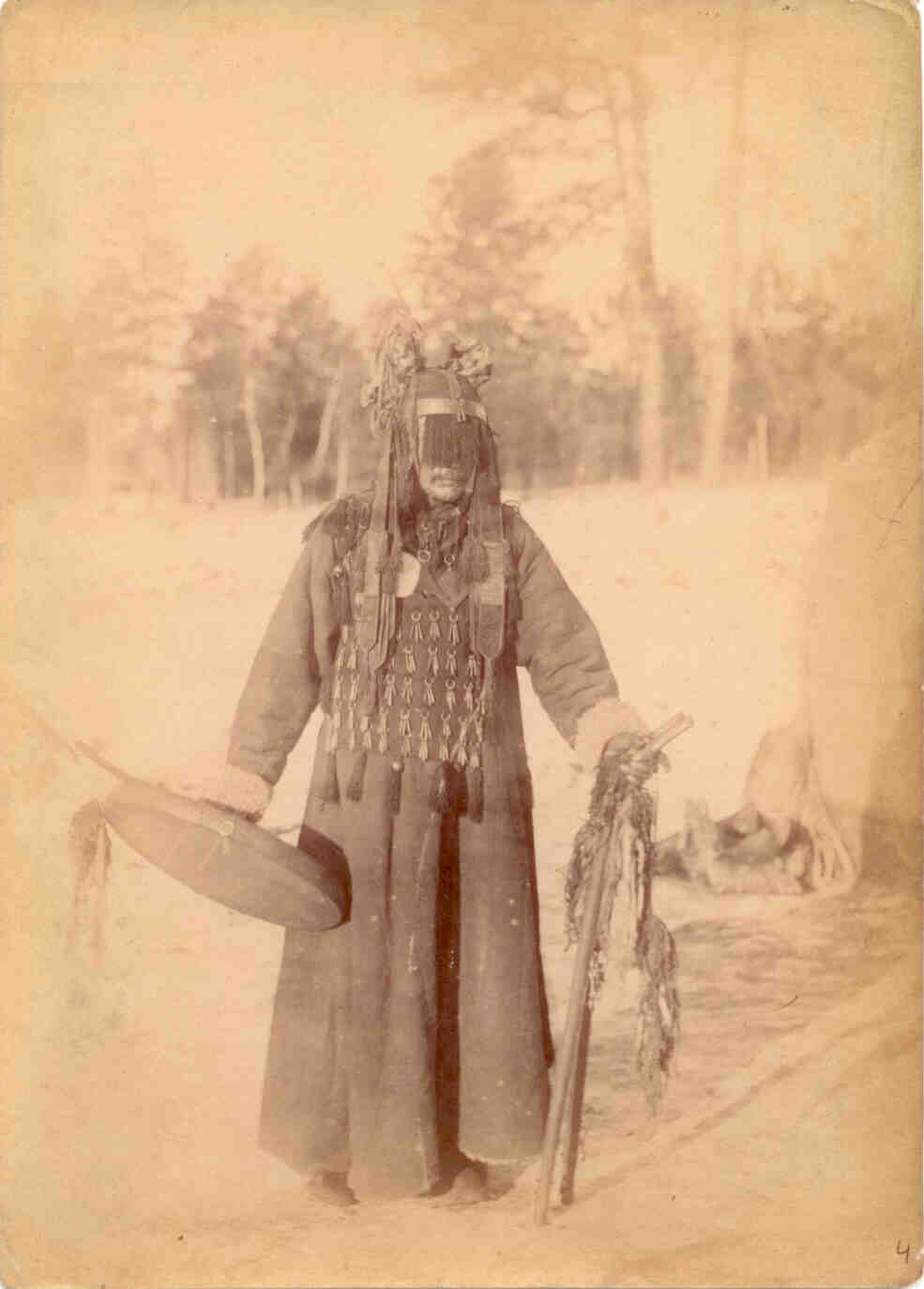
Chamane toungouse, photo prise en Sibérie vers 1883.

Cette large notion regroupe l'ensemble des pratiques à travers le monde qui visent à exprimer ou à faire ressurgir la vérité cachée, en utilisant divers moyens qui sont toujours liés à une forme de transe.
L'origine de ces pratiques remonte à la préhistoire, et on en retrouve de nombreuses formes actuelles à travers différentes désignations : le chamanisme du chamane désigné comme tel en Amérique du Sud, en Sibérie, ou encore au Tibet, mais aussi les pratiques du sorcier que l'on retrouve au cœur des mystiques africaines et en Amérique du Nord.
Souvent ces transes ont été intégrées aux pratiques mystiques religieuses, et on les retrouve intégrées à diverses formes de bouddhisme tibétain.
Le Yi jing, qualifié d'art divinatoire, est un exemple de stade intermédiaire entre le chamanisme (qui en est à l'origine), et diverses formes mystiques qui en découlent, dont le taoïsme.
En Europe on connaît l'intensité des pratiques divinatoires et de transe dans la Grèce et la Rome antique (par exemple celle de la Pythie), mais on la retrouve également dans chacune des cultures des peuples barbares (ce qui signifie étranger à ces derniers). Par exemple dans la culture celte.

### Déclinaisons récentes
Avec l'engouement pour la spiritualité orientale, le mysticisme a connu depuis les années 1960 une popularité nouvelle en Occident qui est autant l'expression d'une contestation sociale qu'une recherche d'un sens à l'existence.
Henri Bergson, William James parmi les philosophes, Romain Rolland, René Daumal, Aldous Huxley parmi les écrivains ont défini la communion mystique comme la fondation de toute religion. Ces personnalités ont contribué à une approche moderne de la mystique.
Carl Gustav Jung dans l'approche psychanalytique et Mircea Eliade dans l'histoire des religions ont contribué à une rigueur intellectuelle dans l'étude du mysticisme.

## Théories scientifiques de la mystique

### Analyses en sciences humaines et sociales
Les sciences humaines et sociales cherchent à analyser et à expliquer la répartition des phénomènes mystiques dans l'espace et dans le temps. Par exemple, il a été observé une baisse des expériences d'extase mystique à partir de la fin XVIe siècle.

### Analyses en neurosciences
Plusieurs des traits caractéristiques tels que l'hypersensibilité, la droiture ou des joies cognitives paraissent caractéristiques de profils neuro-atypiques tels que les TSA[Quoi ?][à définir][incompréhensible]. En contrepartie, des expériences de rencontre à caractère dites "mystiques", telles que des visions ou des auditions collectives, vécues par plusieurs saints ou fidèles, donnent à penser que les irrégularités ou les intensités neurologiques et cognitives des expériences se rattachant à la mystique impliquent aussi des causalités externes moins détectables que des particularités neuro-physiologiques.
Plusieurs théories ont tenté d'expliquer les différents phénomènes mystiques :
| Expériences mystiques     | Théories explicatives                                                             |
| ------------------------- | --------------------------------------------------------------------------------- |
| apparitions               | dualité - hallucinations - illusion sensorielle - dédoublement de la personnalité |
| extase                    | catalepsie - hystérie                                                             |
| écriture théodidacte      | graphomanie - graphorrhée - psychographie spirite - écriture automatique          |
| glossolalie / xénoglossie | logorrhée                                                                         |
| guérisons                 | crédivité - suggestion - pithiatisme                                              |
| inédie                    | anorexie                                                                          |
| lévitation                | dépersonnalisation - déréalisation                                                |
| mariage mystique          | délire mystique - sentiment océanique - théomanie - état théopathique             |
| prophétisme               | délires - psychose hallucinatoire chronique                                       |
| révélations privées       | hallucinations - onirisme - état oniroïde - état hypnagogique                     |
| stigmates                 | idéoplastie - suggestion                                                          |

#### Mystique grecque
- Simonne Jacquemard, Trois Mystiques grecs : Orphée, Pythagore, Empédocle, Paris, Albin Michel, coll. « Spiritualités vivantes », 1997, 172 p. (ISBN 978-2-226-08946-5).

#### Neurosciences
- Mario Beauregard, « La neurobiologie de l'expérience mystique », dans Solange Lefebvre, Raisons d'être, Montréal, Presses de l'Université de Montréal, 2008 (ISBN 9782760620605).

#### Philosophie
- Georges Bataille, L'Expérience intérieure, Paris, Gallimard, 1943.
- Henri Bergson, Les Deux Sources de la morale et de la religion, 1932.
- Jean-Paul Sartre, « Un nouveau mystique », in Situations, I, Paris, Gallimard, 1947.

#### Sciences humaines et sociales
- Jacques Lacan, Encore. Le Séminaire, livre XX, Paris, Seuil, Points-Essais, 1999.
- Lucien Lévy-Bruhl (1857-1939), La Mentalité primitive (1922) ; L'Âme primitive (1927) ; L'expérience mystique et les symboles chez les primitifs (1938) ; Carnets (1949).